# Zach Thomas (cestista)
Zachary Ryan Thomas, detto Zach (Maplewood, 21 giugno 1996), è un cestista statunitense.